# Národní lesní park Čang-ťia-ťie
Národní lesní park Čang-ťia-ťie (čínsky v českém přepisu Cha-nan Čang-ťia-ťie kuo-ťia sen-lin kung-jüan, pchin-jinem Húnán Zhāngjiājiè Guójiā Sēnlín Gōngyuán, znaky 湖南张家界国家森林公园) je lesní park v Čang-ťia-ťie, v provincii Chu-nan, v Čínské lidové republice. Je jedním z několika parků v rámci národního parku Wu-ling-jüan.

## Historie

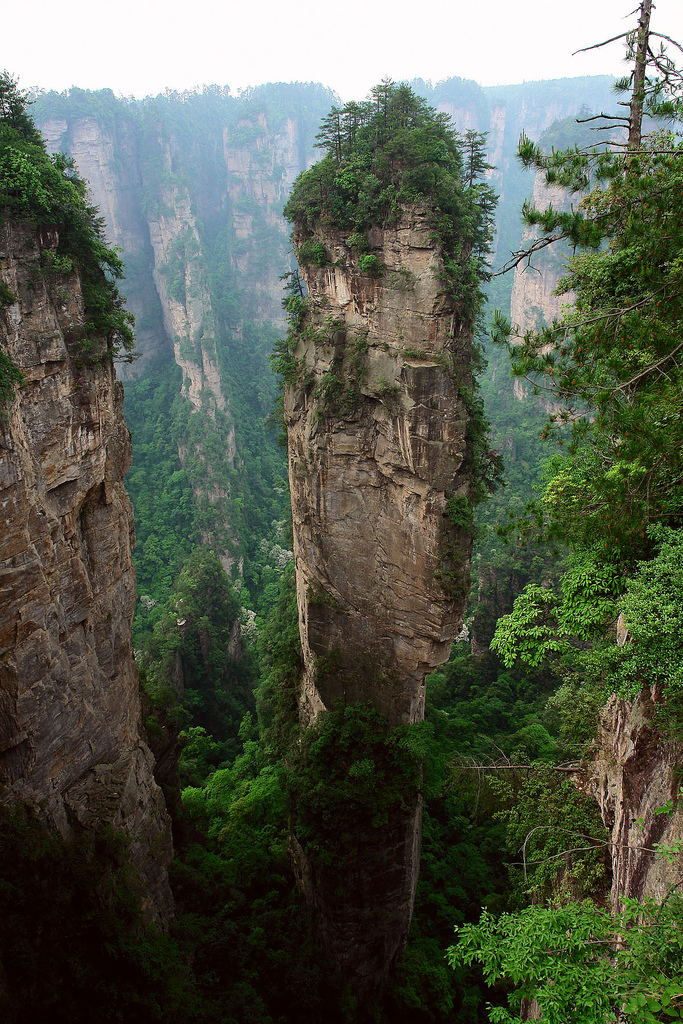
Národní lesní park Čang-ťia-ťie

V roce 1982 byl národní park Čang-ťia-ťie uznán jako první čínský národní lesní park. Park je součástí mnohem větší (397,5 km2) scénické oblasti Wu-ling-jüan. Ta byla v roce 1992 oficiálně uznána jako místo světového dědictví UNESCO. V roce 2004 byl pak i park Čang-ťia-ťie zařazen na seznam Globálních geoparků UNESCO.
Nejpozoruhodnější geografické rysy parku jsou vysoké sloupovité útvary, viditelné v celém parku (je jich více než 3000). Přestože oblast připomíná krasový terén, není podložena vápenci a není produktem chemického rozpouštění, které je pro vápencový kras charakteristické. Útvary jsou výsledkem mnoha let fyzické, spíše než chemické eroze. Velká část zvětrávání, které tyto sloupy tvoří, je výsledkem rozpínajícího se ledu v zimě a rostlin, které na nich rostou. Porost je v oblasti velmi hustý, protože vlhkost je celoročně velmi vysoká. Tyto útvary jsou výrazným charakteristickým znakem čínské krajiny a jsou častým motivem čínských krajinných maleb.
Jeden z křemenných pískovcových pilířů parku, Jižní nebeský sloup, byl oficiálně přejmenován jako „Avatarská hora Hallehujah“ (čínsky v českém přepisu A-fan-ta cha-li-lu-ja šan, pchin-jinem Āfándá hālìlùyà shān, znaky 阿凡达-哈利路亚山) na počest filmu Avatar v lednu 2010. Režisér filmu a produkční designéři uvedli, že inspiraci pro plovoucí kameny čerpali z hor celého světa, včetně těch v provincii Chu-nan.

## Stavby
Výtah Paj-lung, doslova „výtah sta draků“, byl otevřen pro veřejnost v roce 2002. Jedná se o nejvyšší venkovní výtah na světě (326 m). Návštěvníky dokáže na vrchol dopravit za necelé dvě minuty. Skládá se ze tří samostatných prosklených výtahů, z nichž každý uveze až 50 lidí najednou.
V srpnu 2016 byl otevřen pěší skleněný most Čang-ťia-ťie, nejdelší (430 m) a nejvýše položený (300 m nad zemí) svého druhu. Necelé dva týdny po otevření byl kvůli příliš vysoké návštěvnosti uzavřen. Dne 30. září 2016 byl pak, po úpravách logistických a bezpečnostních opatření, znovu otevřen.

## Galerie
- Skleněný most Čang-ťia-ťie
- Výtah Paj-lung